# Romeu Piccoli
Romeu Piccoli (São Paulo, 2 de setembro de 1970) é um jornalista brasileiro. Atualmente, é repórter do Núcleo de Reportagens Especiais da Rede Record.
Romeu nasceu em São Paulo e mudou-se ainda criança para Praia Grande, no litoral do estado. Formou-se em jornalismo em 1994, na Universidade Católica de Santos (Facos/UniSantos).
Começou a carreira em jornal. Trabalhou como repórter na Gazeta de Praia Grande, no Diário da Cidade e no Diário Popular. Em 1996, migrou para televisão. Trabalhou como produtor, repórter e apresentador na TV Mar (afiliada da Rede Record em Santos). Saiu da TV Mar, em 2000, para ser repórter da TV Tribuna (afiliada da Rede Globo em Santos). Na emissora, Romeu fez reportagens pela Europa e uma entrevista exclusiva para o Fantástico, da Rede Globo, entre outras coberturas.
Deixou a TV Tribuna para ingressar na TV Record em São Paulo, em 2006. Passou um ano em Fortaleza, no Ceará, onde fazia reportagens para o Jornal da Recorde o Domingo Espetacular. Foi repórter do Fala Brasil, onde produziu uma série de reportagens sobre Aruba, e matérias de denúncia de corrupção, entre outros trabalhos importantes. Romeu chegou a ser cotado para apresentar o Programa da Tarde.
```
Romeu passou a integrar o Núcleo de Reportagens Especiais que produz os programas 
Câmera Record
, apresentado pelo jornalista 
Marcos Hummel
 e Repórter Record Investigação, apresentado por Domingos Meireles. A grande reportagem de estreia de Romeu Piccoli no Repórter Record Investigação mostrou histórias de pessoas presas por crimes que não cometeram
[
6
]
. 
```